# Ch-101
Der Ch-101 ist ein luftgestützter Marschflugkörper mit Tarnkappentechnik aus russischer Produktion. Der NATO-Codename lautet AS-23 Kodiak.

## Entwicklung
Im Jahr 1984 begannen in der Sowjetunion die ersten Studien über Marschflugkörper mit Tarnkappentechnik. Der Ch-101 sollte als Nachfolger des Ch-55 sowie als Gegenstück zur US-amerikanischen AGM-129 ACM konzipiert werden. Der Entwicklungsauftrag des als „Isdelije 111“ bezeichneten Marschflugkörpers wurde dem Konstruktionsbüro Raduga (jetzt Tactical Missiles Corporation) zugesprochen. Nachdem das Projekt lange Zeit stillstand, wurde es erst nach dem Zerfall der Sowjetunion 1992 fortgesetzt. Die Entwicklung erfolgte parallel zum Ch-555, einer konventionellen Ausführung des nuklearen Ch-55. Der erste Testflug fand 1998, weitere 2003 und 2009 statt. Nach einer Entwicklungszeit von über 20 Jahren wurden die ersten Exemplare vermutlich 2013 an die russischen Luftstreitkräfte ausgeliefert.

## Technik
An dem stromlinienförmigen Rumpf sind an der Unterseite zwei ausklappbare Tragflächen angebracht. Die Lageregelung erfolgt durch drei kleine trapezförmige Steuer- und Kontrollflächen am Heck. Nach dem Abwurf vom Flugzeug entfalten sich die Flügel und das Turbojet-Triebwerk am Heck wird gestartet. Die Flugkörper können einzeln oder in Serie gestartet werden. Der Marschflug kann in einer Flughöhe von 6.000 bis 12.200 m oder im Konturenflug in einer Flughöhe von 30 bis 70 m erfolgen. Die Marschgeschwindigkeit liegt bei 684–972 km/h.
Die Navigation während des Marschfluges erfolgt mittels einer Trägheitsnavigationsplattform, an die ein GLONASS und -GPS-Satellitennavigationssystem gekoppelt ist. Je nach Verfügbarkeit wählt das Lenksystem automatisch eines der beiden Systeme aus. Auf der Route werden vorbestimmte Wegpunkte angeflogen, an denen die Flugroute mit einem Navigationsradar kontrolliert und korrigiert wird. Für den Zielanflug kommt der optische Otblesk-U-DSMAC-Suchkopf (Gelände-Kontur-Abgleich) zum Einsatz, der das angeflogene Gelände mit eingespeicherten Daten vergleicht. Nach russischen Angaben erreicht der Marschflugkörper einen Streukreisradius (CEP) von 10–20 m. Weiter soll an einem Radarsuchkopf im Ku-Band sowie einem Lidar-Suchkopf gearbeitet werden. Damit sollen auch kleine und bewegliche Ziele von der Größe eines Lkws bekämpft werden können. Die Ch-101 soll wahlweise mit einem Splittergefechtskopf, einem Penetrations-Sprengkopf oder mit Streumunition bestückt werden können. Als Streumunition werden 60 Splitter-Bomblets vom Typ ShOAB-3 verwendet. Diese sind kugelförmig und haben ein Gewicht von 4–4,5 kg.
Der Ch-101 ist der erste Marschflugkörper aus russischer Produktion, der sich eine Tarnkappentechnik auf Basis der Vermeidung von Rückstrahlungen zum Sender zunutze macht. Der Radarquerschnitt soll bei rund 0,01 m² liegen. Zusätzlich erschweren die geringe Flughöhe und die kleine Infrarot-Signatur eine Ortung und Bekämpfung. Weiter ist im Marschflugkörper ein L-504-Täuschkörperwerfer für Chaff oder Flares verbaut.

## Varianten
- Ch-101: Version mit konventionellem Gefechtskopf; NATO-Codename: AS-23A, Reichweite 3000 km.[1]
- Ch-102: Version mit Nukleargefechtskopf mit einer Sprengleistung von 250 kT, NATO-Codename: AS-23B, Reichweite 4000 km.[1]

## Trägerflugzeuge
- Tupolew Tu-22M3M mit maximal 4 Lenkwaffen
- Tupolew Tu-95MSM mit 14 bis 16 Lenkwaffen (6 intern, 8 bis 10 extern)
- Tupolew Tu-160M mit maximal 12 Lenkwaffen

## Einsatz

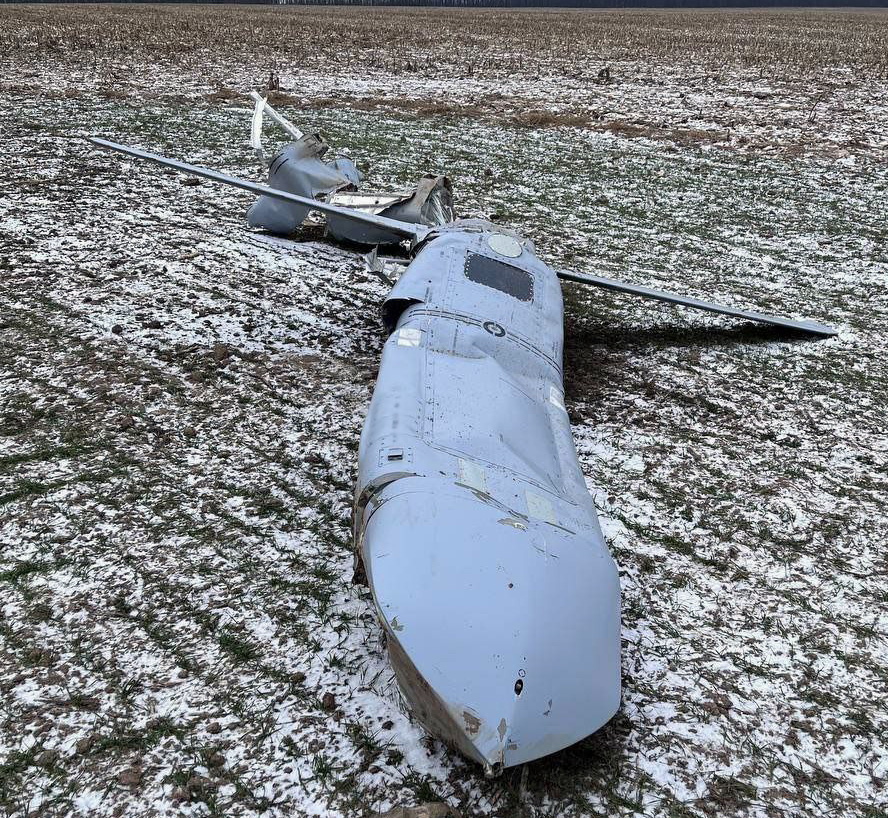
Ch-101-Marschflugkörper in der Ukraine im Jahr 2023 abgeschossen/abgestürzt.

### Bürgerkrieg in Syrien 2011–2024
Im Rahmen des russischen Militäreinsatzes in Syrien wurden mehrere Ch-101 gegen die Terrororganisation Islamischer Staat eingesetzt. Der erste Einsatz erfolgte im November 2015; als Startplattform dienten Tu-160-Bomber. 
Am 17. November 2016 wurden Ch-101 von Tu-95-Bombern gestartet. 
Im Februar 2017 starteten Tu-95 Ch-101 gegen Ziele in der Nähe von Rakka.

### Russischer Überfall auf die Ukraine
Bei dem russischen Überfall auf die Ukraine seit 2022 starteten die Streitkräfte Russlands neben anderen Marschflugkörpern auch Ch-101 gegen Ziele wie am 8. Juli 2024 bei dem Angriff auf das Kinderkrankenhaus Ochmatdyt in der Ukraine. Gemäß Schätzungen sollen die Streitkräfte Russlands bis Ende 2022 über 600 Ch-101 und Ch-555-Marschflugkörper gegen Ziele in der Ukraine gestartet haben. Im Januar 2023 wurde erstmals ein mit Flares ausgestatteter Ch-101 gesichtet. Weiter berichteten ukrainische Quellen im Mai 2024 von einer Ch-101-Ausführung mit zwei Splittergefechtsköpfen mit einem Gesamtgewicht von rund 800 kg. Gemäß dem Verteidigungsministerium des Vereinigten Königreichs musste für den Einbau des schweren Gefechtskopfs der Haupttreibstofftank der Ch-101 verkleinert werden, was die maximale Reichweite um rund die Hälfte reduziert. Daneben berichten ukrainische Quellen von einer Ch-101-Ausführung mit der Bezeichnung „Isdelije 504A“, die anstelle des Gefechtskopfes mit einem Störsender für Elektronische Gegenmaßnahmen ausgerüstet sein soll. Die Ch-101 wird laut einer Auswertung der russischen Luftangriffe von allen russischen Marschflugkörpern am häufigsten durch die russischen Streitkräfte für Angriffe auf die Ukraine verwendet (Stand Juli 2024).
Während eines massiven Raketenangriffs auf die Ukraine am 17. November 2024 wurden einige der von den russischen Streitkräften eingesetzten luftgestützten Marschflugkörper Ch-101 mit alten R-95-300-Triebwerken aus der Zeit der Sowjetunion aus dem Marschflugkörper Ch-55 angetrieben.
Die russische Rüstungsindustrie stellt den Typ R-95-300 derzeit nicht her. Die R-95-300-Triebwerke zur Ausrüstung der Ch-101-Raketen könnten aus alten sowjetischen Beständen stammen oder Russland könnte Ch-55-Raketen ausgeschlachtet haben.
Drohnen der ukrainischen Streitkräfte verursachten am 20. März 2025 bei einem Angriff auf den Militärflugplatz Engels große Schäden. Sie meldeten 96 zerstörte Ch-101.